# Giacinto Bonacquisti
Giacinto Bonacquisti (Roma, 31 gennaio 1937 – Collepardo, 8 agosto 2008) è stato un regista e sceneggiatore italiano.
In una carriera durata oltre quindici anni iniziata come segretario di edizione, successivamente ha lavorato come aiuto e sceneggiatore per lungometraggi diretti da Aristide Massaccesi e Bruno Mattei.
Nel 1977 scrive e dirige il suo primo film L'Albero della maldicenza, girato interamente a Collepardo ed interpretato da Leopoldo Trieste, Franco Citti, Paola Borboni e Tiberio Murgia. Nel 1983 scrive e dirige il film I briganti ambientato nel periodo storico 1815-1825 dove racconta una storia di pastori e briganti nello Stato Pontificio, nella provincia di Campagna e Marittima.
Nel 1991 scrive e dirige la sua ultima opera il film Escurial che prende spunto dall' opera del drammaturgo belga Michel de Ghelderode.

## Filmografia

### Regista e sceneggiatore
- L'albero della maldicenza (1979)
- I briganti (1983)
- Escurial (1991)

### Sceneggiatore
- Cuginetta... amore mio!, regia di Bruno Mattei (1976)
- Casa privata per le SS, regia di Bruno Mattei (1977)
- KZ9 - Lager di sterminio, regia di Bruno Mattei (1978)
- Porno Esotic Love, regia di Joe D'Amato (1979)

### Attore
- L'albero della maldicenza (1979)
- Escurial (1991)